# Waterpumpee
Waterpumpee är ett minialbum av Seeed som släpptes 2002.

## Låtlista
1. Waterpumpee with Anthony B (Waahnback 2002)
2. Wir sind's (eeed) (Rmx by Illvibe, Based + P. Baigorry)
3. Psychedelic Kingdom (live)
4. Riddim No 1 (Fresher Videomix)
5. "Doctors Darling" (Version)
6. Top Of The City (Herbaliser Remix)